# Братья Никитины

Памятник Братья Никитины возле цирка, Саратов

Братья Никитины — русские цирковые предприниматели и артисты Дмитрий Александрович (1835—1918), Аким Александрович (1843—1917) и Пётр Александрович (1846—1921).
Братья Дмитрий, Аким и Пётр Никитины родились в семье саратовского крепостного крестьянина Александра Никитина, в середине 1850-х годов отпущенного помещиком на волю и сделавшегося профессиональным шарманщиком. До того, как отцу Никитина была дана вольная, он работал шарманщиком по оброку.
Братья с детства «газировали» с отцом. С 1860-х годов выступали в балаганах, а затем и в цирках. К моменту начала выступлений в цирках у братьев сложились амплуа: Дмитрий — атлет, солист на балалайке; Аким — клишник, жонглёр, рыжий клоун (в маске Иванушки-дурачка); Пётр — антиподист, шпагоглотатель, прыгун, гимнаст на трапеции.
В 1873 году братья открыли в Пензе «Русский цирк братьев Никитиных». В 1876 году ими был открыт цирк в Саратове. Это были первые русские стационарные цирки. Впоследствии ими были открыты здания цирков (из дерева или камня) в Москве (1911), Иванове , Киеве, Астрахани, Баку, Казани, Нижнем Новгороде, Харькове, Тифлисе, Одессе, Минске , Орле и других городах. 
В Москве цирк Никитиных вначале расположился в арендованном здании рядом с цирком Саламонского на Цветном бульваре. Опасаясь конкуренции,  Саламонский выкупил московский цирк братьев. В 1911 году братья построили свой новый цирк на Садово-Триумфальной улице (национализирован в 1919 году). Аким Александрович стал основным продолжателем дела Никитиных, он был директором Московского цирка Никитиных вплоть до смерти в 1917 году (после него цирк возглавил его сын Николай).  
Аким Никитин похоронен на Воскресенском кладбище Саратова.

## Память
- Именем братьев назван цирк в Саратове — Саратовский цирк имени братьев Никитиных.
- 26.12.2020 возле цирка в Саратове установлен Памятник Братьям Никитиным, скульпторы братья Щербаковы А. и С.

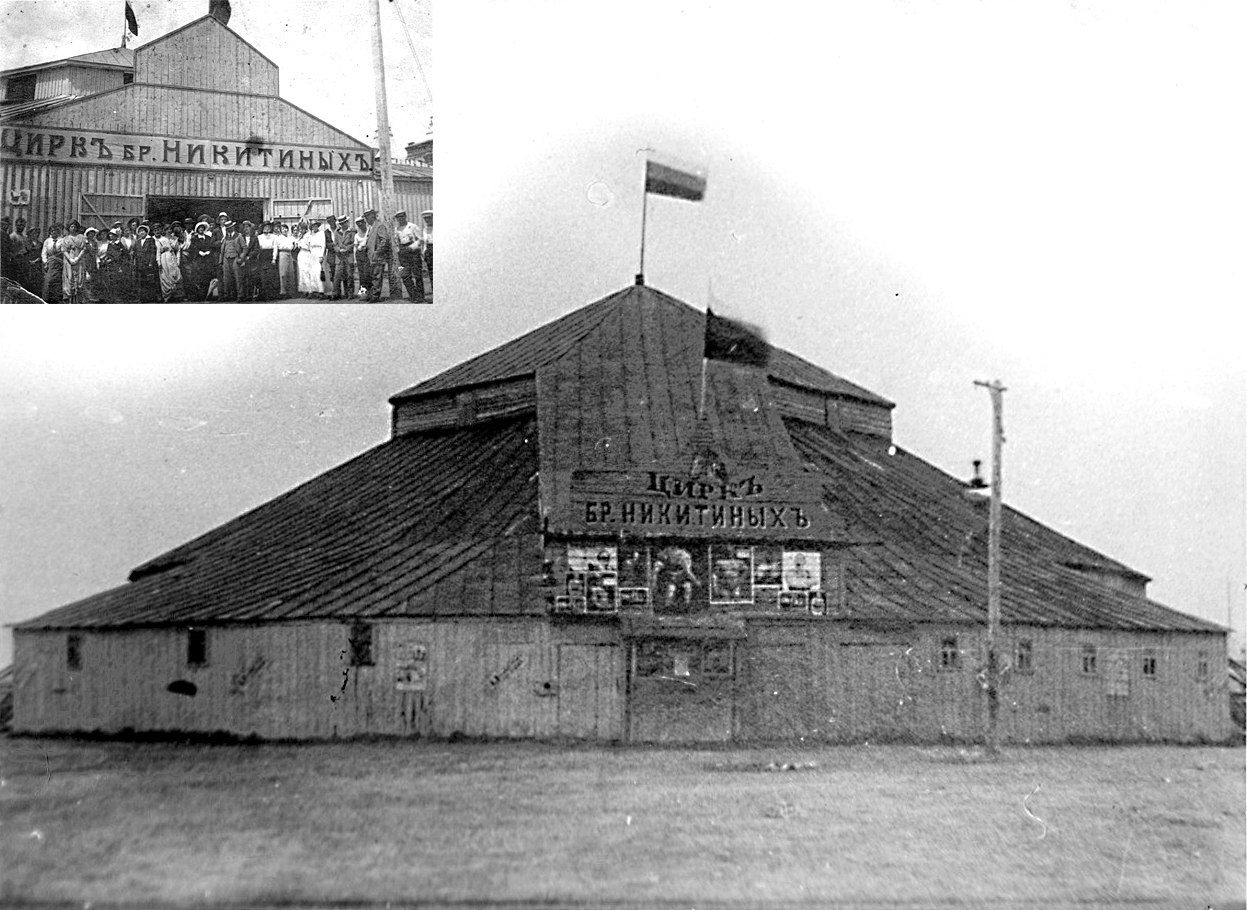
Деревянный цирк братьев Никитиных в Саратове. Конец XIX века.
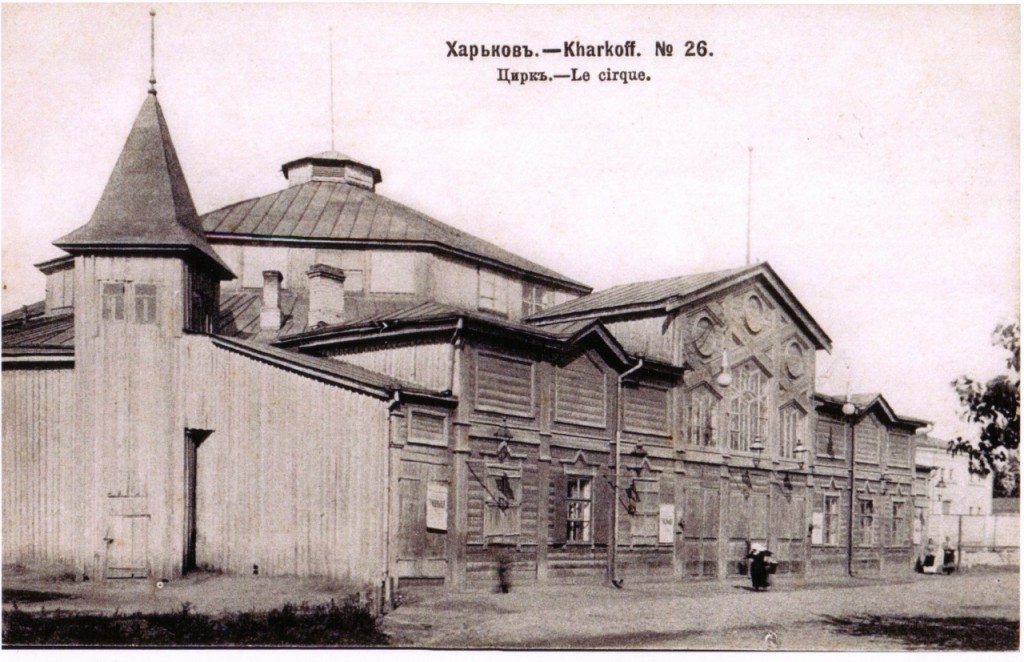
Цирк братьев Никитиных в Харькове. Открытка примерно 1890-х гг.
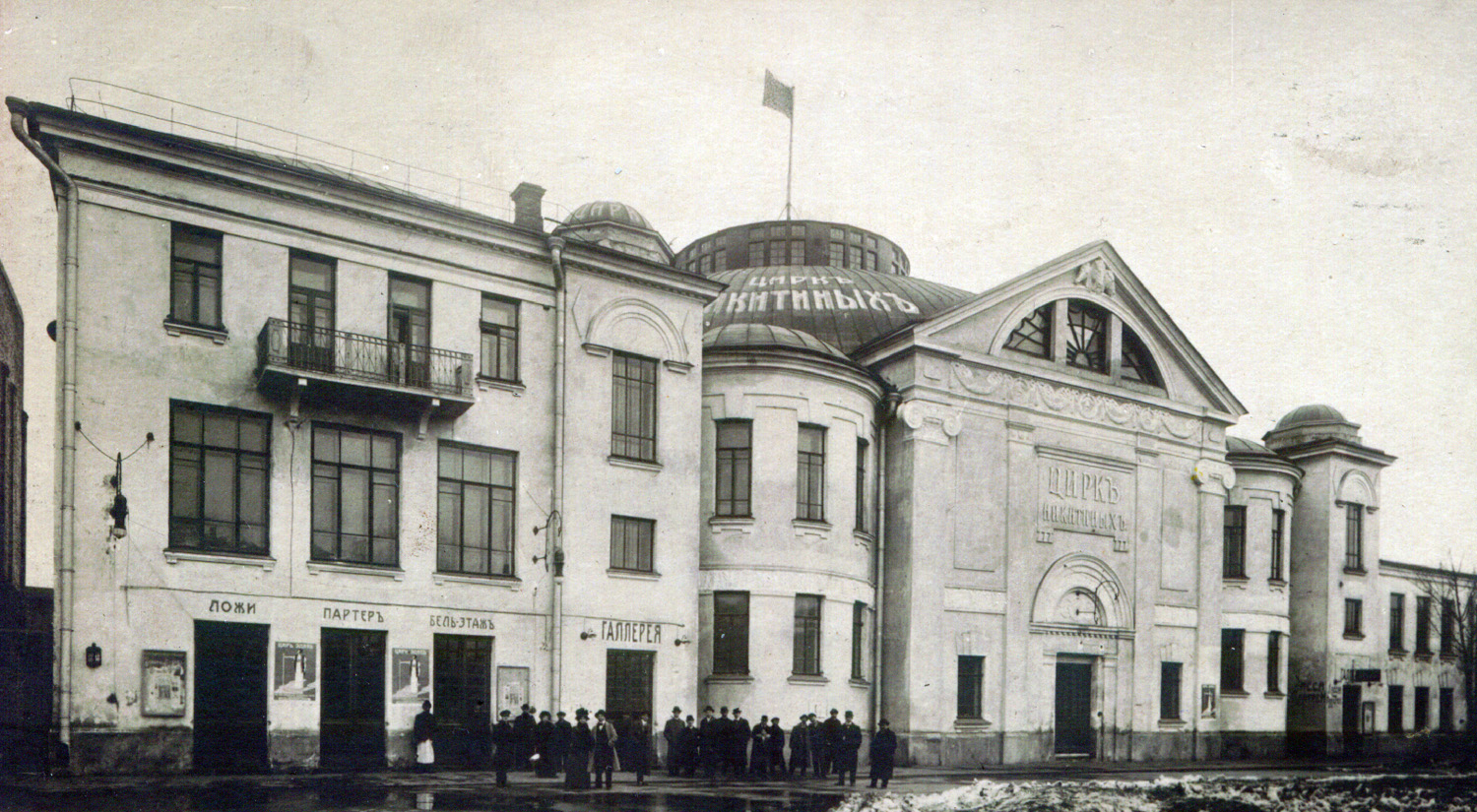
Театр братьев Никитиных в Москве на Садово-Триумфальной ул., 11. Около 1911 г.
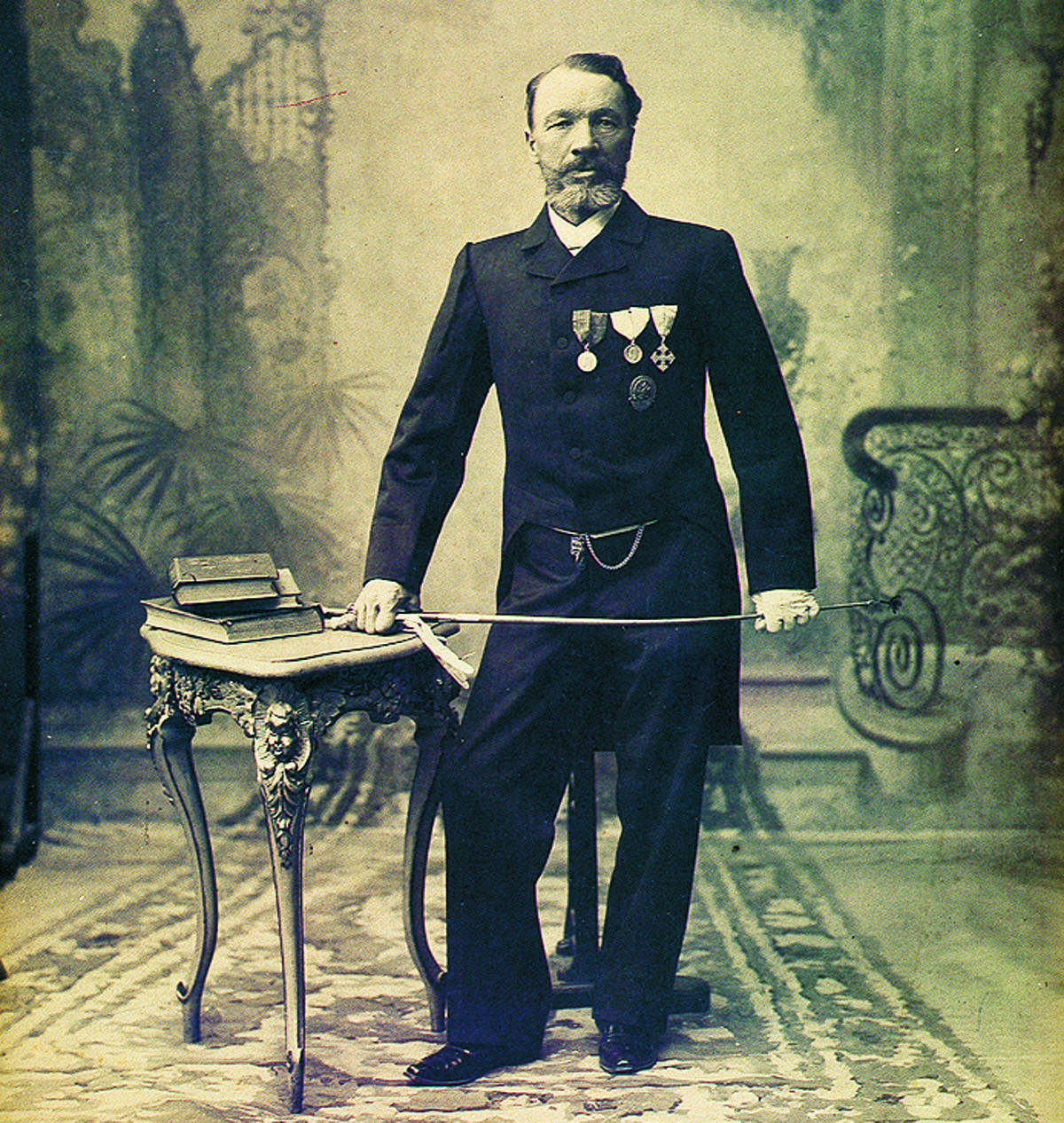
Никитин Аким Александрович, директор цирка.  Около 1913 г.
Мемориальная доска братья Никитины на доме 39 Проспект Столыпина в Саратове